# Китарен риф
Китарният риф представлява серия от последователно изсвирени акорди, оформящи даден ритъм или мелодия. Използва се най-вече в рок и джаз музиката в поддържащата ритъм секция, но не рядко са и като водещ елемент, а при метъла почти всички песни са изградени главно от китарни рифове, които са основната характеристика на този жанр. Рифовете могат да бъдат бързи, бавни, продължителни или отсечени, в зависимост от темпото и структурата на песента.

## Някои емблематични песни, със запомнящи се китарни рифове
- Smoke on the Water на „Дийп Пърпъл“, китарист: Ричи Блекмор
- Black Dog на „Лед Зепелин“, китарист: Джими Пейдж
- Whole Lotta Love на „Лед Зепелин“, китарист: Джими Пейдж
- Heartbreaker на „Лед Зепелин“, китарист: Джими Пейдж
- Paranoid на „Блек Сабат“, китарист: Тони Айоми
- Iron Man на „Блек Сабат“, китарист: Тони Айоми
- (I Can't Get No) Satisfaction на „Ролинг Стоунс“, китарист: Кейт Ричардс
- Highway to Hell на „Ей Си/Ди Си“, китаристи: Ангъс и Малкълм Йънг
- Breaking the Law на „Джудас Прийст“, китаристи: Глен Типтън и К.К. Даунинг
- Seek and Destroy на „Металика“, китаристи: Джеймс Хетфийлд и Кърк Хамет
- Master of Puppets на „Металика“, китаристи: Джеймс Хетфийлд и Кърк Хамет
- Still Got The Blues на Гари Мур, китарист: Гари Мур
- Sweet Child O'Mine на „Гънс Ен Роузис“, китаристи: Слаш и Изи Страдлин
- Johnny B Goode на Чък Бери, китарист: Чък Бери
- Voodoo Child (Slight Return) на „Джими Хендрикс Икспириънс“, китарист: Джими Хендрикс
- Rock You Like a Hurricane на „Скорпиънс“, китаристи: Матиас Ябс и Рудолф Шенкер

## Алтернативи
Понякога основният риф или допълнителен такъв може да бъде изпълнен и на кийборд или от духови инструменти. Добри примери за първия случай са някои песни на „Дийп Пърпъл“ и особено на „Дорс“, както и други най-вече хардрок групи. Като представител на втория вариант може да се назове българската пънк група Хиподил с парчетата „Бате Гойко“ или „Скакауец“, където брас секцията води мелодията. Този прийом е най-често срещан при ска музиката.